# Rönnäng
Rönnäng est une localité de Suède située dans la commune de Tjörn du comté de Västra Götaland. Elle couvre une superficie de 1,57 km2. En 2010, elle compte 1 437 habitants.